# 지브롤터 U-17 축구 국가대표팀
지브롤터 U-17 축구 국가대표팀(영어: Gibraltar national under-17 football team)은 지브롤터를 대표하는 17세 이하의 축구 국가대표팀으로, 지브롤터의 축구 관리 기관인 지브롤터 축구 협회의 관리를 받는다.